# Cantonul Nive-Adour
Cantonul Nive-Adour este un canton francez din departamentul Pyrénées-Atlantiques.

## Istorie
Un nou decupaj teritorial al departamentului Pyrénées-Atlantiques a intrat în vigoare în 2015. Acesta a fost definit prin decretul din 25 februarie 2014, în aplicarea legilor din 17 mai 2013 (legea organică 2013-402 și legea 2013-403).
Cantonul Nive-Adour este format din comunele fostelor cantoane Bidache (3 comune), La Bastide-Clairence (2 comune) și Saint-Pierre-d'Irube (5 comune). Acesta este situat în întregime în arondismentul Bayonne, iar centrul cantonal se află în Mouguerre.

## Compoziție
- Mouguerre (reședință)
- Bardos
- Briscous
- Guiche
- Lahonce
- Saint-Pierre-d'Irube
- Sames
- Urcuit
- Urt
- Villefranque

## Date demografice
În 2021, cantonul avea 28.415 locuitori, înregistrând o creștere cu +11,65% față de 2015 (Pyrénées-Atlantiques: +3,43%, Franța fără Mayotte: +5,44%).